# Linum intercursum
Linum intercursum là một loài thực vật có hoa trong họ Linaceae. Loài này được E.P. Bicknell mô tả khoa học đầu tiên năm 1912.